# Prisma dicroico

Montaje de prisma tricroico.

Un prisma dicróico es un prisma, situado en el cuerpo de la cámara de vídeo, que divide la luz en roja, verde y azul, forma tres imágenes utilizando los colores correspondientes de los paneles LCD (HTPS), y luego las combina. Para la descomposición del color de este tipo también existen filtros dicroicos, sin embargo la utilización del prisma tiene mejores resultados debido a que dispersa menos la luz y ofrece mejor resolución, sensibilidad y colorimetría.

## Funcionamiento
El haz de luz pasa por un prisma de vidrio que tiene distintos recubrimientos mediante los cuales lo separa en la diferente longitudes de onda. Las cámaras de vídeo profesional utilizan este prisma para separar las longitudes pertenecientes a los colores primarios (rojo, verde y Azul) y de esta manera recoger la información de cada una de ellas en 3 sensores CCD (dispositivo de carga acoplada).
Para esto los recubrimientos de los que dispone el prisma son: el litio para sacar el rojo, bario para separar el verde y cobre para el azul.

## Inconvenientes
- El ángulo de incidencia en el prisma debe ser exacto.
- La apertura de la lente debe ser muy precisa para no cambiar la geografía de la luz.

## Ventajas
- Fabricación sencilla.
- Poca absorción de luz, que esto nos proporciona una mejor separación del color.